# Goma de tragacant

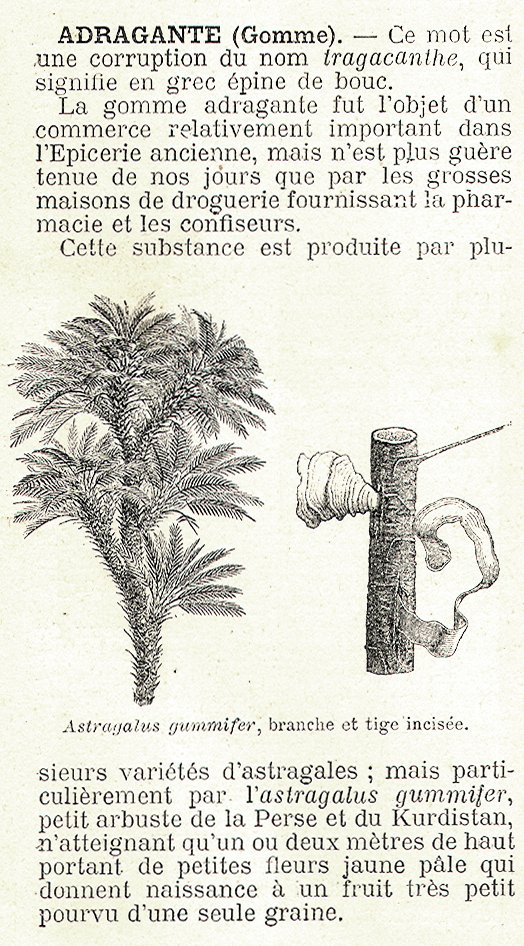
Astralagus gummifer

La goma de tragacant és un polisacàrid obtingut per incisió de tiges de diverses espècies d'Astragalus, que es troben en regions muntanyenques de Turquia, Síria, l'Iraq, l'Iran i Rússia.

## Producció
La formació de la goma tragacant és completament diferent de la de la goma aràbiga, perquè la goma traspua immediatament després de ferir l'arbre i, per tant, és preformada en la planta, mentre que la goma aràbiga es produeix lentament després de la ferida. Un tall de la tija de la planta mostra que les membranes cel·lulars de la medul·la i ràdios medul·lars es transformen gradualment en goma, procés denominat gomosi. La goma absorbeix aigua i dona lloc a una considerable pressió dins de la tija.

## Collita
La majoria de les plantes de les quals es recol·lecta el tragacant creixen una altitud d'1000-3000 m. La goma es pot obtenir de les plantes en el seu primer any, però seria de baixa qualitat i no adequada per a ús comercial. Així, les plantes són sagnades en el segon any. El collidor utilitza una peça de fusta amb forma de tascó per a forçar l'obertura de la incisió, de manera que la goma traspuï més lliurement. El tascó es deixa generalment en el tall entre 12 i 24 hores.

## Característiques
La goma és de color blanca o blanca groguenca molt pàl·lida, translúcida i còrnia. Es trenca amb fractura breu, és inodora i té una lleugera sabor. Quan es posa en aigua, la goma tragacant s'infla, produeix una massa gelatinosa, però sols se'n dissol una petita porció.

## Usos
La goma adragant s'empra en farmàcia com a agent de suspensió per a pólvores insolubles o com a agent aglutinant en píndoles i comprimits. La seva utilització com a substitutiu en la indústria de l'alimentació està en declivi.